# خانه شهریاری
خانه شهریاری در شهرستان بهشهر، بخش یانه‌سر، روستای یانه سر واقع شده است. این اثر در تاریخ ۱۷ اسفند ۱۳۸۱ با شمارهٔ ثبت ۷۸۴۴ به‌عنوان یکی از آثار ملی ایران به ثبت رسید و مشتمل بر اندرونی و اتاق پیش است که در منطقه ای ییلاقی مقری برای اسکان و زمامداری سردار رفیع یانه سری  بوده است. بنا بر اظهار کارشناسان میراث فرهنگی از مجلل ترین بناهای قاجاری موجود در منطقه هزار جریب می باشد که عبدالله قاجار برادر و عکاس مخصوص دربار  ناصرالدین شاه قاجار  عکسی از آن را که از فراز منطقه لشکرگاه گرفته شده به یادگار گذاشته است.  پروژه مرمت این بنای تاریخی در تابستان سال ۱۳۹۱ با مشارکت سازمان میراث فرهنگی، صنایع دستی و گردشگری استان مازندران شروع گردید.

## نگارخانه

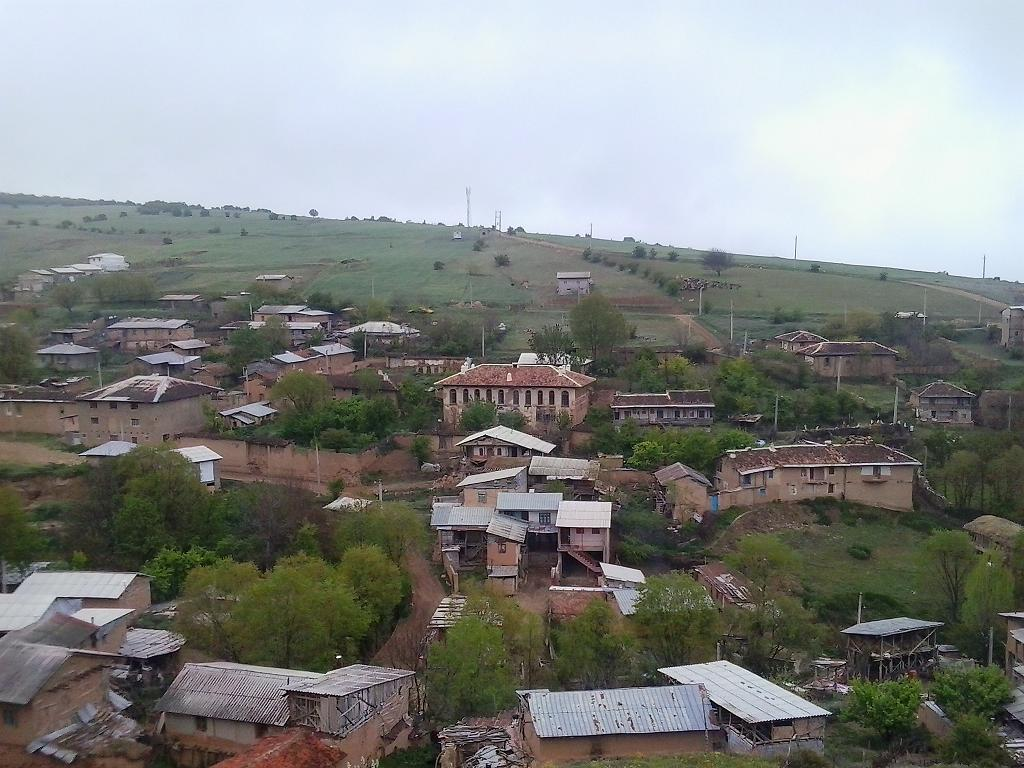
نمای شمالی
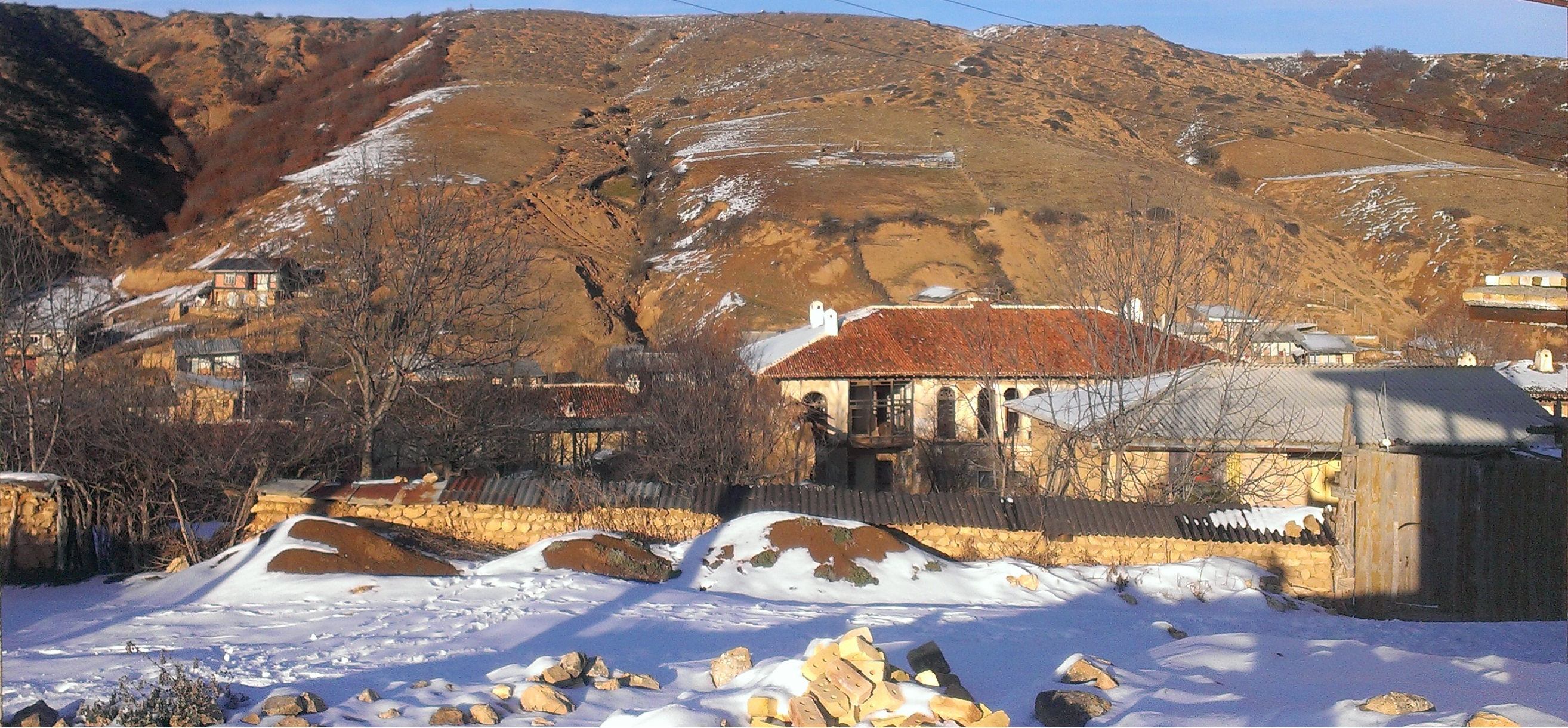
نمای جنوبی ساختمان شهریاری در فصل پاییز
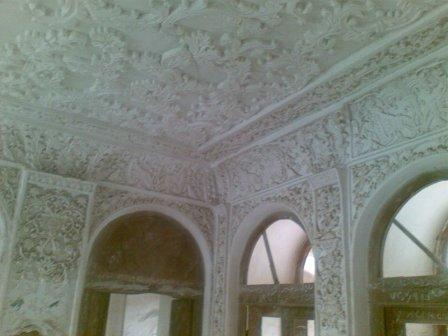
آیینه خانه
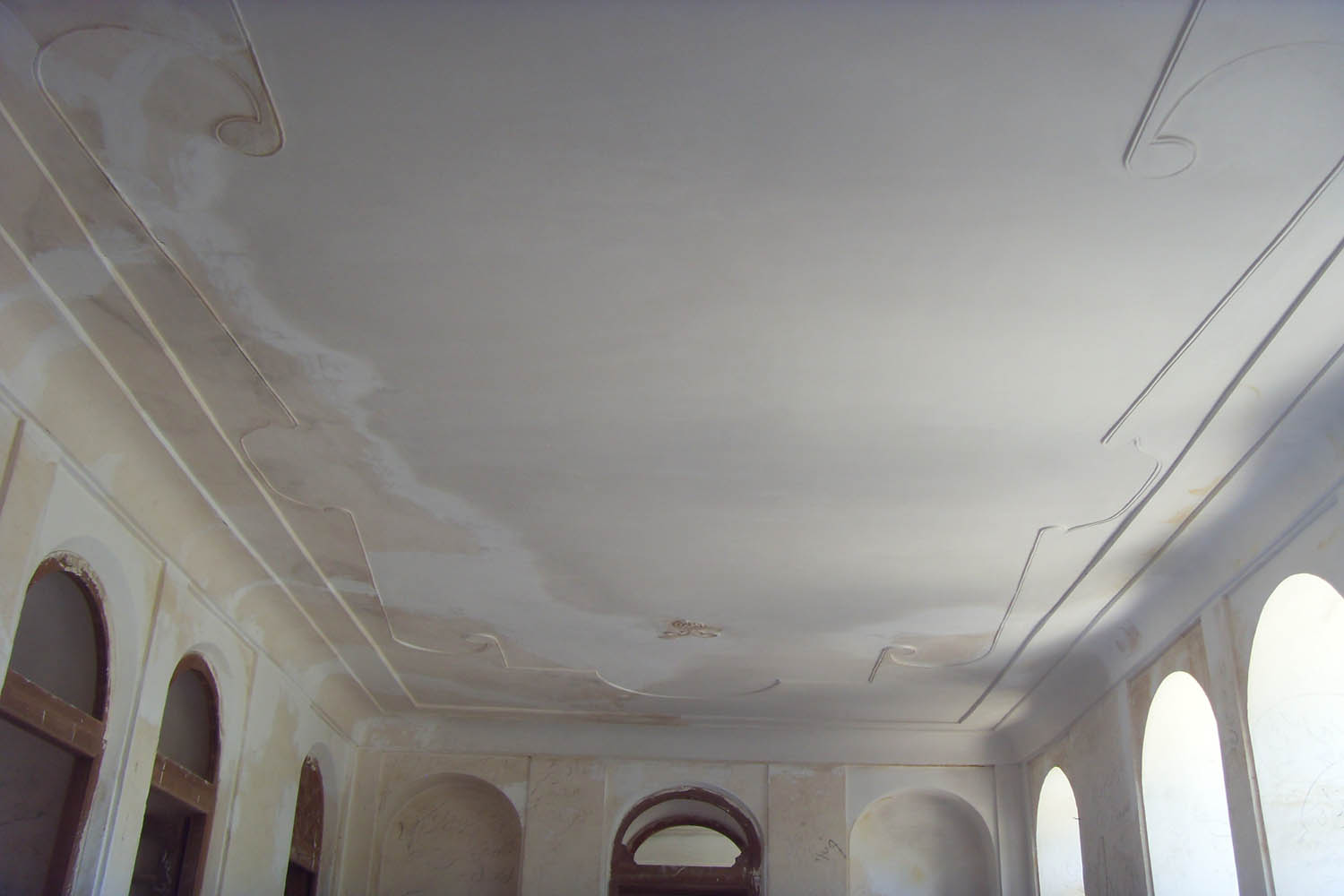
تالار فوقانی
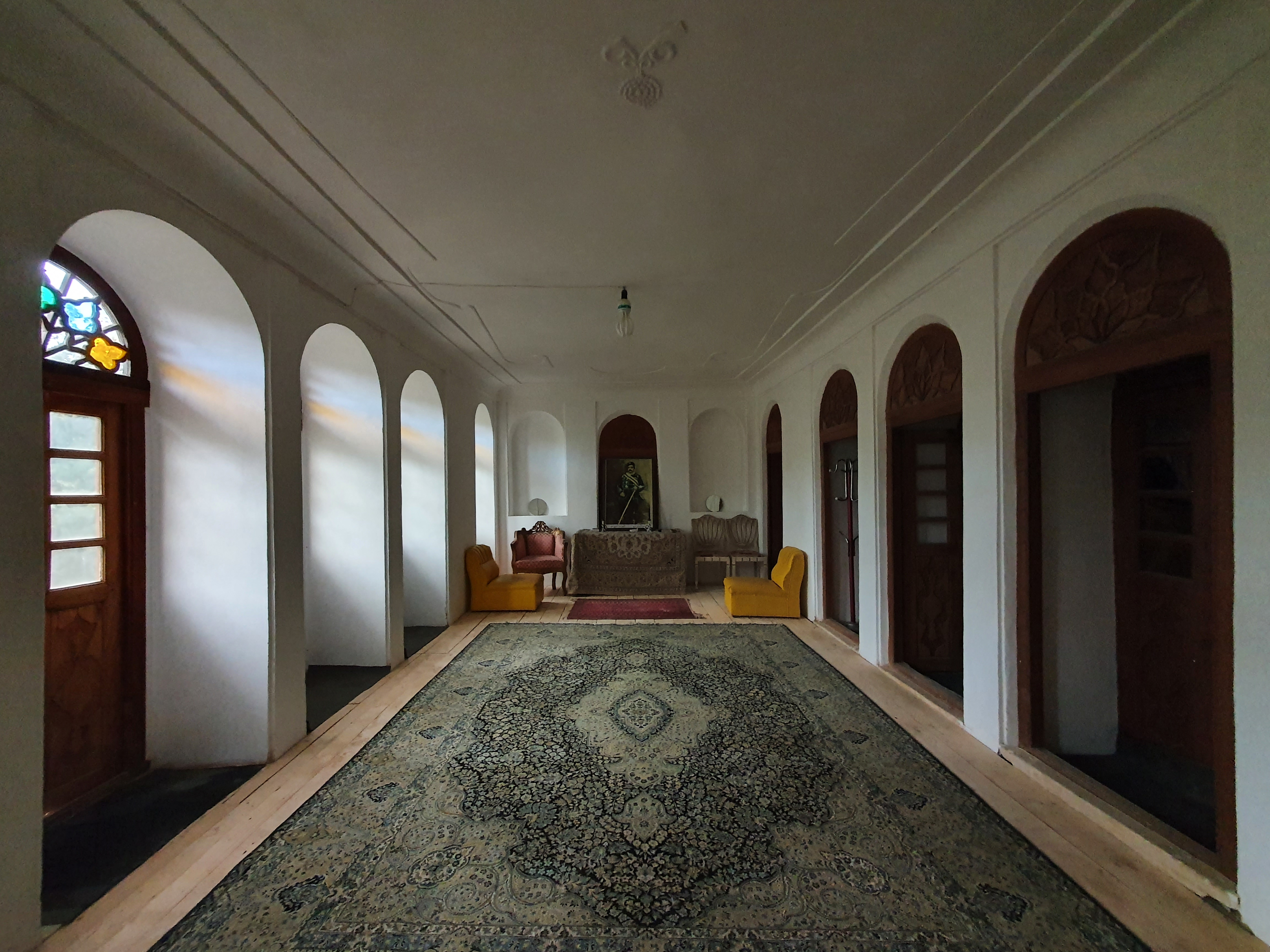
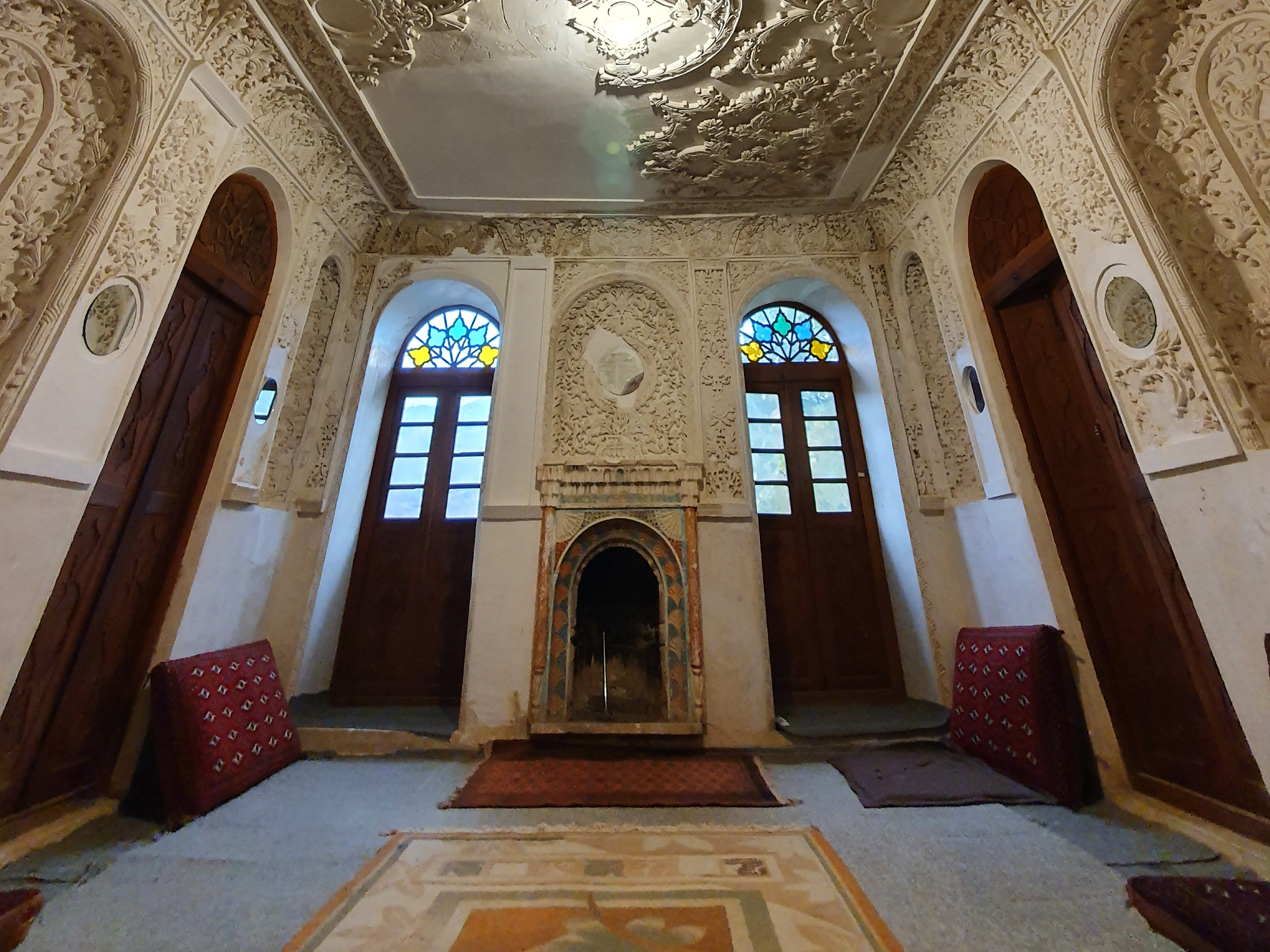